# Coccoloba cereifera
Coccoloba cereifera là một loài thực vật có hoa trong họ Rau răm. Loài này được Schwacke mô tả khoa học đầu tiên năm 1898.